# Into the Groove
"Into the Groove" är en låt framförd av den amerikanska popartisten Madonna i filmen Susan, var är du? från 1985. Den släpptes på nyutgåvan av hennes andra studioalbum, Like a Virgin, från 1985 samt på singel den 23 juli 1985 som albumets fjärde singel utanför Nordamerika.

## Versioner
- Albumversionen (4:40 min)
- Extended Countinous Version (8:06 min): Finns med på You Can Dance.
- Dub (6:23 min): Finns med på You Can Dance.
- Shep Pettibone Mix (8:06 min): Finns med på den amerikanska nyutgåvan av Crazy for You från 1991
- Extended Remix (8:36 min): Promotion bara.
- Remix Edit (4:48 min): Promotion bara.
- Q-Sound Remix (4:08 min): Finns med på The Immaculate Collection

## Listplaceringar
| Lista (1985-1986) | Topplacering |
| ----------------- | ------------ |
| Frankrike         | 2            |
| Nederländerna     | 1            |
| Norge             | 4            |
| Nya Zeeland       | 1            |
| Schweiz           | 2            |
| Sverige           | 3            |
| Österrike         | 6            |

### Fotnoter
1. ↑  ”Listplacering”. http://lescharts.com/showitem.asp?interpret=Madonna&titel=Into+The+Groove&cat=s. Läst 25 juni 2011.
2. ↑  ”Listplacering”. http://dutchcharts.nl/showitem.asp?interpret=Madonna&titel=Into+The+Groove&cat=s. Läst 25 juni 2011.
3. ↑  ”Listplacering”. http://norwegiancharts.com/showitem.asp?interpret=Madonna&titel=Into+The+Groove&cat=s. Läst 25 juni 2011.
4. ↑  ”Listplacering”. Arkiverad från originalet den 27 augusti 2011. https://web.archive.org/web/20110827031403/http://charts.org.nz/showitem.asp?interpret=Madonna&titel=Into+The+Groove&cat=s. Läst 25 juni 2011.
5. ↑  ”Listplacering”. http://hitparade.ch/showitem.asp?interpret=Madonna&titel=Into+The+Groove&cat=s. Läst 25 juni 2011.
6. ↑  ”Listplacering”. http://swedishcharts.com/showitem.asp?interpret=Madonna&titel=Into+The+Groove&cat=s. Läst 25 juni 2011.
7. ↑  ”Listplacering”. http://austriancharts.at/showitem.asp?interpret=Madonna&titel=Into+The+Groove&cat=s. Läst 25 juni 2011.